# Leão de Flensburg

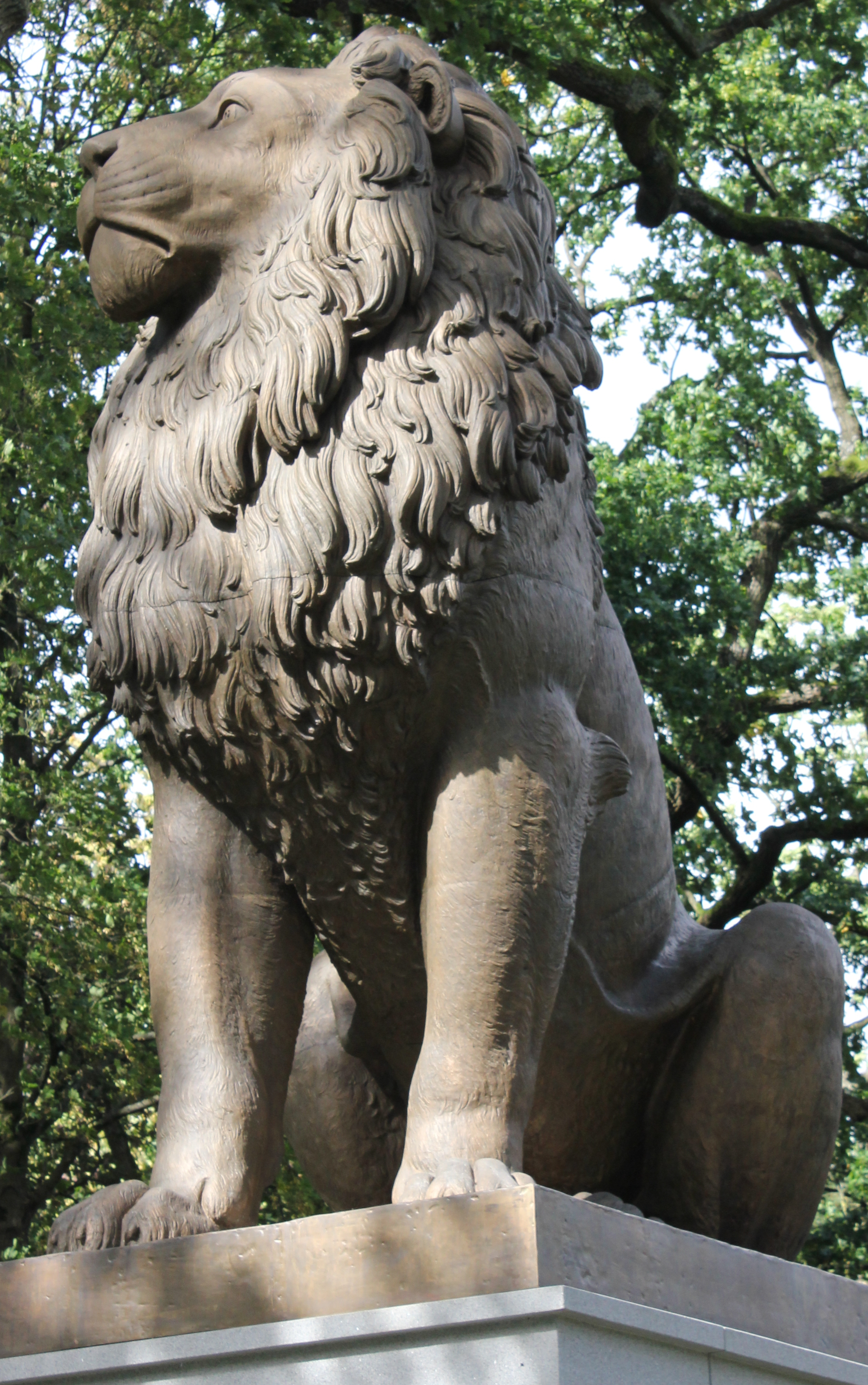
Leão de Flensburg (original) em 2011

O Leão de Flensburg ou Leão Isted (língua dinamarquesa: Istedløven ou Flensborgløven) (língua alemã: Flensburger Löwe ou Idstedter Löwe) é uma escultura de bronze e um monumento dinamarquês erguido em Flensburg, na Alemanha, para homenagear os mortos dinamarqueses na batalha. Foi inaugurado em 25 de julho de 1862, no 12º aniversário da vitória dinamarquesa na Batalha de Isted (durante a Primeira Guerra do Schleswig), contra as tropas de Schleswig-Holstein, em 25 de julho de 1850.
Em 1864, após a Guerra dos Ducados do Elba, a Dinamarca cedeu ao Reino da Prússia e ao Império Austríaco os territórios de Schleswig, Holsácia e Lauenburgo.
Após a Segunda Guerra Mundial, a escultura foi enviada à Dinamarca pelo Exército dos Estados Unidos.
Retornou para Flensburg em 10 de setembro de 2011.

## Leão de Wannsee
Uma réplica da escultura, o Leão de Wannsee, de zinco, de 1874, restaurado em 2005, está localizado em Berlim, às margens do Lago Wannsee.

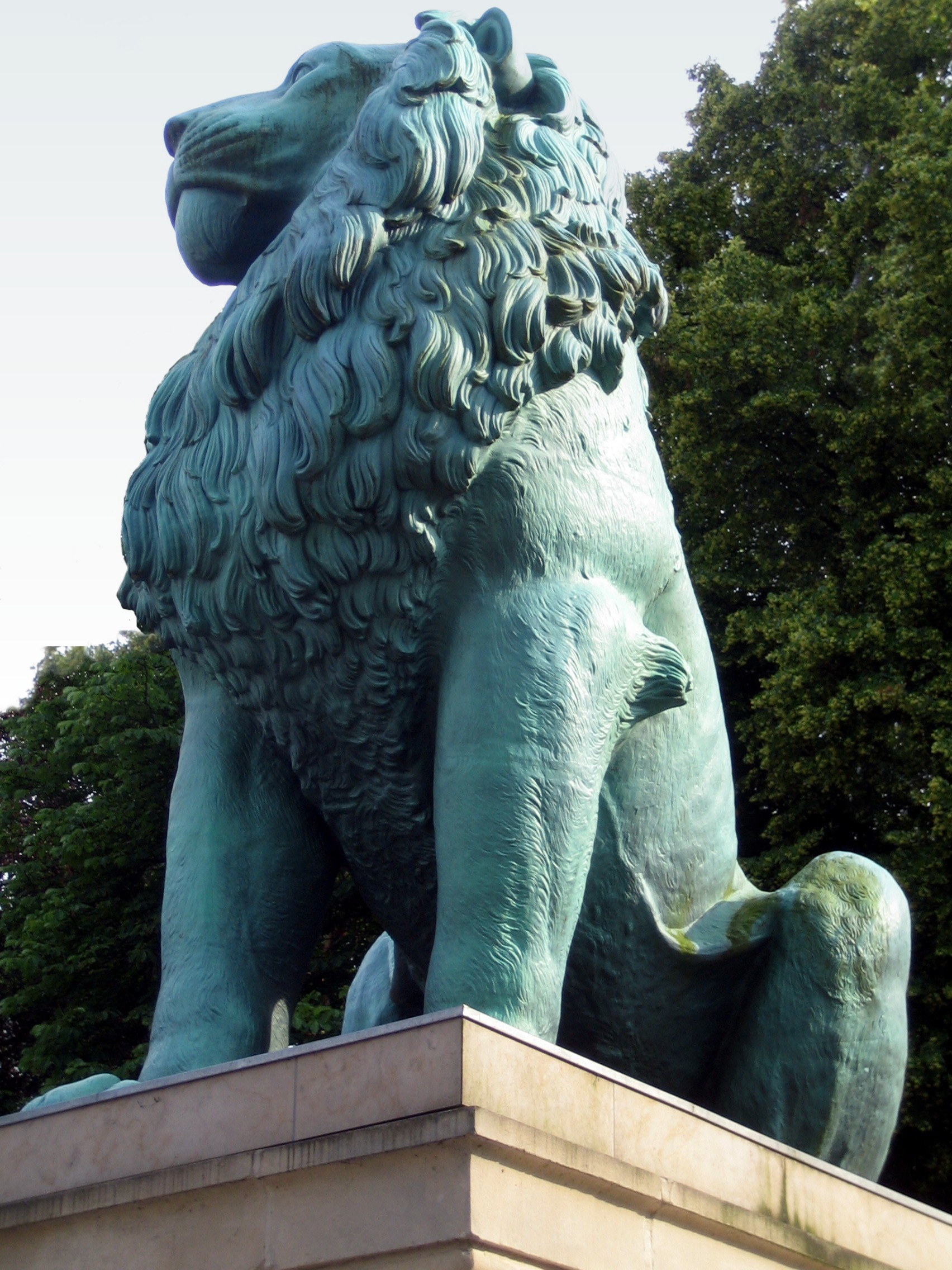
Leão de Wannsee, após a restauração, em 2005